# Letícia Izidoro
Letícia Izidoro Lima da Silva (Río de Janeiro, Brasil; 13 de agosto de 1994), conocida como Lelê, es una futbolista brasileña. Juega como portera en el S. L. Benfica del Campeonato Nacional Femenino de Portugal. Es internacional con la selección de Brasil.
A lo largo de su carrera, Lelê sumó títulos nacionales e internacionales, ganando la Copa Libertadores con el São José en 2014 y la última edición del Campeonato Internacional de Clubes Femenino organizado por la Asociación de Fútbol de Japón –aunque no validada por la FIFA–, también en 2014, en el equipo que también contó con las experimentadas Rosana y Formiga. El equipo venció al Arsenal Ladies por 2-0.
Lelê también se destacó en el Corinthians, ganando el Brasileirão en 2018 y 2020, la Copa Libertadores en 2017 y 2019, y dos campeonatos paulistas consecutivos.

## Estadísticas

### Clubes
| Club                | País     | Año             |
| ------------------- | -------- | --------------- |
| Vitória das Tabocas | Brasil   | 2012            |
| Kindermann          | Brasil   | 2013            |
| Centro Olímpico     | Brasil   | 2014            |
| São José EC         | Brasil   | 2014 - 2015     |
| Centro Olímpico     | Brasil   | 2016            |
| Corinthians         | Brasil   | 2016 - 2021     |
| S. L. Benfica       | Portugal | 2021 - presente |

## Palmarés

### Títulos regionales
| Título              | Club        | País   | Año  |
| ------------------- | ----------- | ------ | ---- |
| Campeonato Paulista | São José EC | Brasil | 2014 |
| Campeonato Paulista | Corinthians | Brasil | 2019 |
| Campeonato Paulista | Corinthians | Brasil | 2020 |

### Títulos nacionales
| Título               | Club              | País   | Año  |
| -------------------- | ----------------- | ------ | ---- |
| Copa de Brasil       | Corinthians/Audax | Brasil | 2016 |
| Brasileirão Femenino | Corinthians       | Brasil | 2018 |
| Brasileirão Femenino | Corinthians       | Brasil | 2020 |

### Títulos internacionales
| Título                             | Equipo            | Sede     | Año  |
| ---------------------------------- | ----------------- | -------- | ---- |
| Sudamericano Sub-20                | Brasil            | Brasil   | 2012 |
| Sudamericano Sub-20                | Brasil            | Uruguay  | 2014 |
| Campeonato Internacional de Clubes | São José EC       | Japón    | 2014 |
| Copa Libertadores                  | São José EC       | Brasil   | 2014 |
| Copa Libertadores                  | Corinthians/Audax | Paraguay | 2017 |
| Copa América Femenina              | Brasil            | Chile    | 2018 |
| Copa Libertadores                  | Corinthians       | Ecuador  | 2019 |

(*) Incluyendo la Selección